# Art et Liberté

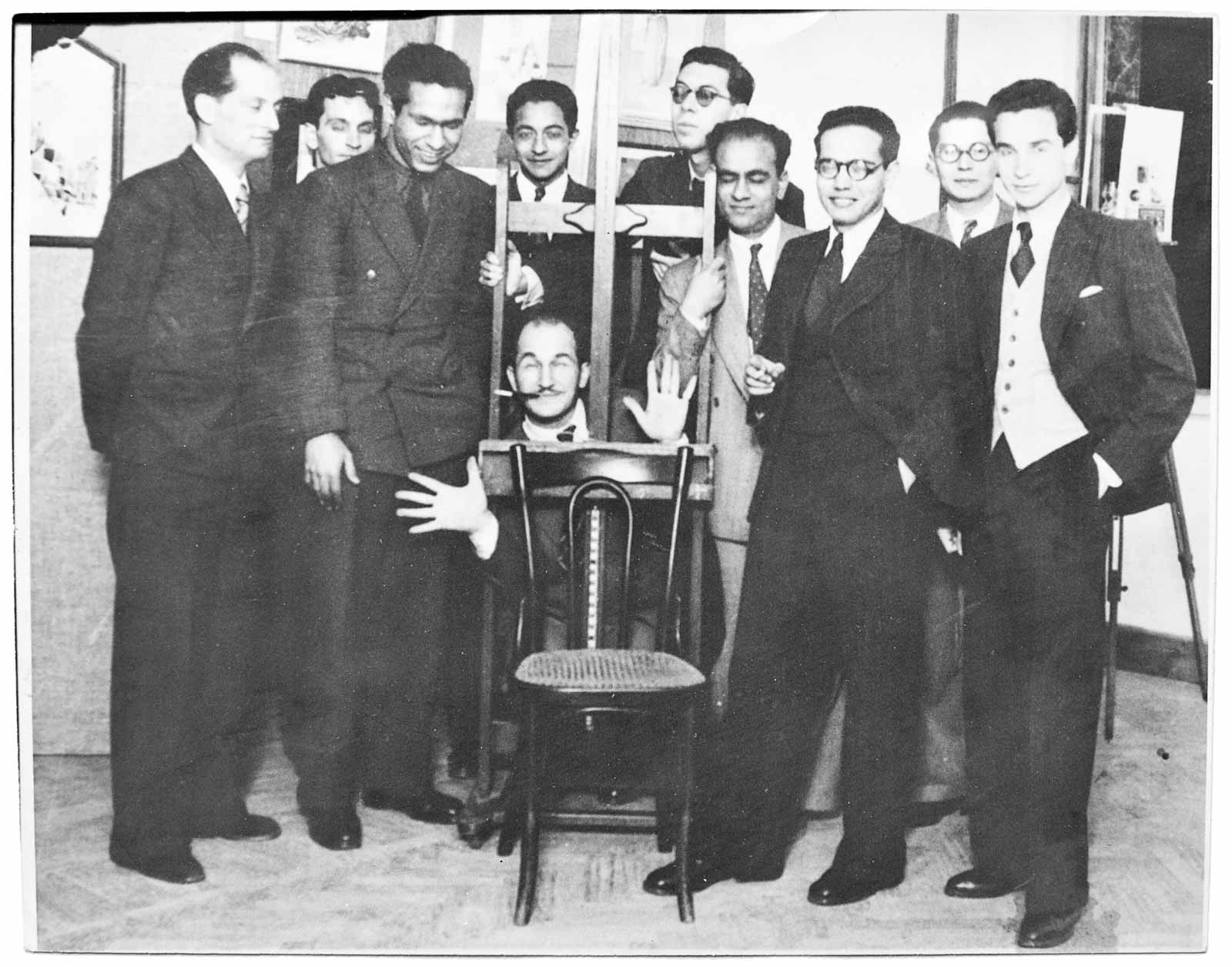
Une partie des membres de ce groupe en 1941, avec, au premier plan, de gauche à droite : Jean Moscatelli, Kamel el Telmissany, Angelo de Riz, Ramsès Younane, Fouad Kamel. Et au second plan, de gauche à droite : Albert Cossery, une personne non-identifiée, Georges Henein, Maurice Fahmy, Raoul Curiel

Le Groupe Art et Liberté (arabe : جماعة الفن والحرية) est un mouvement artistique et politique égyptien actif de 1938 à 1948, à peu près à l'époque de la Seconde Guerre mondiale. Parmi les fondateurs se trouvent le poète surréaliste Georges Henein. Le groupe se basait principalement, mais pas exclusivement, sur le surréalisme. Anti-fascistes, anti-colonialistes mais opposés aux approches nationalistes, la plupart des membres de ce groupe s’exilent après le coup d'État de 1952 puis la crise du canal de Suez.

## Historique
Art et Liberté trouve son origine dans un manifeste publié par Georges Henein et d'autres le 22 décembre 1938, intitulé Vive L'Art Dégénéré ! (Contre-attaque contre les nazis et l’exposition Entartete Kunst  organisée par eux à Munich en 1937, reprenant volontairement cette expression « d’art dégénéré » utilisée à cette occasion par les nazis pour tenter de ridiculiser l'art moderne),,,. Le manifeste circule au Caire à partir de décembre 1938, puis, traduit en français et en anglais, il est relayé dans différents magazines littéraires ou artistiques, sur le plan international, dès 1939 : notamment, à Paris, dans La Nouvelle Revue française ou dans le mensuel français Clé - bulletin de la Fédération Internationale de l’Art Révolutionnaire Indépendant (F.I.A.R.I.) - ou à Londres, dans le London Bulletin of Surrealism,.
Le groupe est officiellement formé le 19 janvier 1939, il est proche des surréalistes et rassemble Georges Henein et d'autres écrivains, poètes ou artistes cairotes, tels que Kamel el-Telmissany et Ramsès Younane, ainsi que divers anarchistes, troksystes et marxistes. Le groupe lance successivement plusieurs magazines littéraires, notamment :  Art and Liberty Bulletin (deux numéros en 1939), puis Don Quichotte (six numéros en 1939/1940), puis Al Tatawwur (arabe : Le développement), sept numéros en 1940, puis  La Part du Sable , quatre numéros.
La formation initiale du groupe est déclenchée aussi par la rencontre de Georges Henein avec le futuriste italien Filippo Tommaso Marinetti. Filippo Marinetti est né à Alexandrie, en Égypte, une ville qui comptait à l'époque une importante population italienne. Filippo Marinetti revient une première fois en 1930 au Caire pour donner une série de conférences sur le futurisme à la communauté italo-égyptienne de la ville, puis une seconde fois en 1938 pour donner une conférence sur le futurisme dans un club littéraire le 24 mars. Georges Henein, Jean Moscatelli et Georges Santini sont présents et provoquent un tollé en opposition à ce que prêche Marinetti. La soirée sombre rapidement dans le chaos et Henein, Moscatelli, Santini (ainsi que d'autres écrivains impliqués plus tard dans Art et Liberté) finissent par rompre tout lien avec  Filippo Marinetti, en raison de son alignement progressif sur le mouvement fasciste.
La plupart des membres du groupe ne sont pas nés en Égypte mais sont des résidents étrangers. Un point qui distingue Art et Liberté d'autres mouvements artistiques égyptiens est leur adhésion au cosmopolitisme et aux idées universalistes. Art et Liberté se positionne en opposition au sentiment nationaliste qui se développe dans l'Égypte du début du vingtième siècle. De 1881 à 1952, l'Égypte est sous occupation britannique. Le sentiment nationaliste d'abord anti-britannique, devient anti-étranger. Quand Gamal Abdel Nasser parvient au pouvoir, une bonne partie des membres du groupe sont contraints de quitter le pays en raison de l'hostilité du nouveau gouvernement.
Une rétrospective en 250 oeuvres sur les créations artistiques de ce groupe, intitulée Art et liberté: rupture, guerre et surréalisme en Égypte (1938-1948), est organisée en 2016/2017 au Centre national d'art et de culture Georges-Pompidou,.